# Échange de compétences

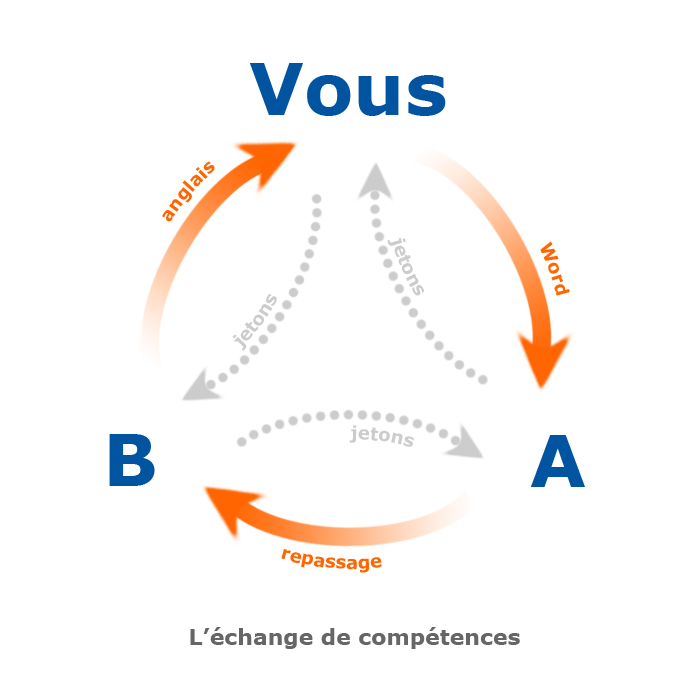

Dans les années 1970 en France, sont apparus des réseaux d’échanges de troc le RERS (Réseau d'échanges réciproques de savoirs) et les réseaux d’échanges multilatéraux le SEL (Système d'échange local), échanges des services, savoirs, biens d’objets. Puis vers le début des années 2000 des nouveaux réseaux d'échanges se sont bâtis via des sites sur internet. 

## Les réseaux historiques d'échange de compétences
Les deux principaux réseaux d'échange de compétences sont les SEL (Système d'échange local) et les RERS (Réseau d'échanges réciproques de savoirs). Ces réseaux mettent en général en place une monnaie fictive pour faciliter les échanges. 
En activité depuis 40 ans, ces réseaux d’échange bénéficient d’une très grosse base d’utilisateurs et d’une grande notoriété. Ces réseaux composés de multiples associations bénéficient également d’une présence sur le terrain.
Les antennes locales connaissent donc leurs utilisateurs et peuvent les accueillir et les conseiller.
Les réseaux historiques n’ont pas modernisé leurs outils d’échange de points et de recherche de membres. En général, les antennes proposent un listing des membres tenu avec un logiciel de traitement de texte et effectuent les transferts de monnaie fictive à la main,.

## Les nouveaux réseaux d'échange de compétences
Avec la baisse du pouvoir d'achat et l'augmentation du coût des services, de nouveaux réseaux d'entraide sont apparus dans les années 2000 dans le but de permettre à leurs membres d'échanger des services. À la différence des SEL et MERS, ces réseaux se sont lancés sur Internet. Les sites utilisent un langage de programmation dynamique et des bases de données  qui permettent de rechercher des membres rapidement selon des critères multiples, de s'envoyer des messages électroniques et d'effectuer des transferts de jetons en ligne,.

## Conclusion
| Réseaux    | Réseaux historiques                                | Nouveaux réseaux |
| ---------- | -------------------------------------------------- | --- |
| Forces     | - Nombre d’adhérents - Notoriété - Présence locale | Outil informatique : - site internet - recherche multicritères - profil détaillé des membres - transfert automatique de monnaie virtuelle |
| Faiblesses | Outil informatique                                 | Pas de présence locale |